# Albatros Rugby Club
Albatros Rugby Club es un club de rugby argentino, situado en la ciudad de La Plata, provincia de Buenos Aires, fundado el 21 de octubre de 1971.

## Historia
A partir del 4 de octubre de 1971 se realizaron las primeras reuniones en la casa de la familia Obregón, y unos días después, el 21, se definió y votó el estatuto, los colores de la camiseta y el nombre. A su vez, se designó a la Primera Comisión Directiva, cuyo Presidente fue el Sr. Julio Flores.
En un terreno cedido por la Municipalidad de Berisso, en las afueras de la ciudad de La Plata se comenzó la construcción de la cancha y los vestuarios. Ese predio del barrio obrero fue expropiado dos años después, porque su título era de cesión precaria, dejando al club sin lugar físico donde realizar sus actividades.No obstante, durante el año 1972 se iniciaron los trámites para obtener la Personería Jurídica, a cargo del Sr. Jorge Valente, y se inscribió a la institución en la U.A.R., que en ese entonces estaba presidida por el recordado Elíseo «Chapaleo» Rival quien nos acogió con cariño y nos impuso los requisitos a cumplimentar para poder competir en los torneos. Una vez aceptada la solicitud, se debían cumplimentar varios requisitos para poder competir en los torneos de la Unión, como consecuencia, durante ese año se disputaron diez encuentros con La Plata R.C., Club San Luis, Escuela Naval, Marabunta R.C. (Cipollietti - R.N.), Seleccionado de Alto Valle (R.N.) y Neuquén. Tras esa serie de partidos, y con el padrinazgo de La Plata R.C. y Pucará, Albatros fue incorporado a la Unión Argentina de Rugby.El 8 de abril de 1973 se jugó, en la cancha del Club San Luis, el primer partido oficial por el campeonato de 3.ª de Clasificación. Fue ante el Club San Carlos R.C. y, ante la sorpresa de muchos y alegría de unos pocos, ganamos por 9 a 3. El equipo formó de la siguiente manera: Gordon, Piache, Alonso, Virgolini, Gómez de Saravia, Obregón, Germán, Valente, Torrijos, Daniel González, Doddi, Lerchundí, Martellono, Santin, G. Gonzalez, con la conducción técnica de Roberto «Bananita» Arce. Ese año también fueron inscriptas en los torneos de la Unión la 5.ª, 4.ª, Reserva y Div. Superior. Ante lo escaso del plantel se recurrió a jóvenes pero inexpertos jugadores que a fuerza de corazón sostuvieron las divisiones del club, jugando, en muchos casos, dos o tres partidos por fin de semana.

## Década de 1980
Sin lugar a dudas en 1986 fue el año más importante del club en lo institucional. Con la compra de las dos primeras hectáreas del campo de deportes de 515 y 135 se echaron raíces. De inmediato se comenzaron las tareas de nivelación del terreno y se pudo alquilar el campo aledaño donde está la casona que data del siglo XIX y que se compraría un año después. A fines de 1989 quedó oficialmente inaugurada nuestra cancha con un partido amistoso contra La Plata R.C. Sin duda, este fue el hecho más significativo de la historia reciente del club.En lo deportivo, se había conformado un buen equipo que fue campeón de preclasificación en el año 1990, con una gran campaña (22 triunfos y solo 4 derrtas). El equipo lo integraban: los hermanos Armendáriz, Santillán, Aloro, Fernández, Wirth, Lombardi, Villanueva, Raimondi, Ruíz López, Grassi, Jung, Correa, Lima, Di Sario, Santoro, Mercado, B. de Girolamo, Agomaniz, Apicellie, Graci y Zalazar, bajo la conducción de Ricchi. Un año después descendimos, para volver a salir campeones en 1992 y 1993 con el siguiente plantel: Ciresse, Joyce, Armendáriz, Novarini, Villanueva, Lima, Ruíz López, Zamora, Silva, Riva, Mortelli, Bellomo, Molas, Lombardi, Torres, Argomaniz, Maggio, Fernández, Kis, Borga, Bosselini, Jung, Pereyra, González Castro, Beneditti, Zapata, Arriagada y Godoy. Como festejo, en 1993, se realizó la primera gira del Club en las Islas del Caribe.